# Minh Thụy
Minh Thụy (chữ Hán: 明瑞, tiếng Mãn: ᠮᡳᠩᡧᡠᡳ, Möllendorff: mingšui, 1736 - 1768), tự Quân Đình (筠亭), là Tướng lĩnh nhà Thanh dưới thời Càn Long trong lịch sử Trung Quốc.

## Thân thế
Ông xuất thân thuộc đại gia tộc Sa Tế Phú Sát thị, thuộc Mãn Châu Tương Hoàng kỳ. Tổ tiên của Minh Thuỵ là Vượng Cát Nỗ (旺吉努), từng dấy binh tùy tùng cho Thanh Thái Tổ Nỗ Nhĩ Cáp Xích, lập được quân công. Cao tổ phụ Cáp Thập Truân (哈什屯) làm Đại thần Nghị chính triều Thuận Trị Đế, tằng tổ phụ của là Mễ Tư Hàn, dưới thời Khang Hi làm đến Thượng thư bộ Hộ, Nghị chính đại thần, tổ phụ là Sát Cáp Nhĩ Tổng quản Lý Vinh Bảo, con trai thứ tư của Mễ Tư Hàn, thê tử là Giác La thị. Phụ thân của ông là Phó Văn, đồng thời ông là cháu của Đại học sĩ Phó Hằng và Hiếu Hiền Thuần Hoàng hậu.

## Quan lộ
Năm Càn Long thứ 21 (1756), ông dẹp loạn A Mục Nhĩ Tát Nạp có công, được phong làm Hộ bộ Thị lang, Tham tán đại thần, nhận tước Nhất đẳng Thừa ân Nghị Dũng công. Năm thứ 24 (1759), ông thu phục Hoắc Tập Chiêm có công, được ban Song nhãn Hoa linh, gia phong Vân Kỵ uý thế chức. Ảnh của ông được Càn Long Đế đem treo vào Tử Quang Các. Đồng thời nhậm Đô thống Hán quân Chính Bạch kỳ. Năm thứ 27 (1762), tháng 11, ông nhậm chức Tướng quân Y Lê, gia tiến Kỵ Đô uý thế chức. Năm thứ 31 (1766), tháng 11, ông lại nhậm chức Tướng quân Y Lê, rồi sau đó nhận chức Tổng đốc Vân Quý.
Năm thứ 32 (1767), ngày 31 tháng 3, ông nhậm chức Binh bộ Thượng thư, đem quân chinh phạt Miến Điện. Năm thứ 33 (1768), ông bị quân Miến Điện bao vây, lại đang bị thương. Chỉ có một nhóm nhỏ quân Thanh tìm cách phá được vòng vây chạy thoát. Mặc dù có thể tẩu thoát cùng nhóm này, nhưng ông quyết định cắt bím tóc gửi về cho Hoàng đế làm minh chứng cho sự trung thành của mình, rồi treo cổ tự sát. Ông chết, con của anh ông nhận tập tước.

## Lịch sử đánh giá
- Càn Long Đế

| “ | 凡经百余战, 战必先众军. 不谓世胄家, 而有如此人. 读书知大义, 挽劲鲜与伦. 短身既精悍, 谋略兼出群. 功难偻指数, 嘉赍匪因亲. 征缅次孟腊, 独入克捷频. 恨遇忌功者, 逍遥河上陈. 力战绝后继, 终焉捐其身. 于尔无悔怨, 于我增悲辛. 不须读杜牧, 谓过赵使君. . Phàm kinh bách dư chiến, chiến tất tiên chúng quân. Bất vị thế trụ gia, nhi hữu như thử nhân. Độc thư tri đại nghĩa, vãn kính tiên dữ luân. Đoản thân ký tinh hãn, mưu lược kiêm xuất quần. Công nan lũ chỉ sổ, gia tê phỉ nhân thân. Chinh miễn thứ mạnh tịch, độc nhập khắc tiệp tần. Hận ngộ kỵ công giả, tiêu diêu hà thượng trần. Lực chiến tuyệt hậu kế, chung yên quyên kỳ thân. Vu nhĩ vô hối oán, vu ngã tăng bi tân. Bất tu độc đỗ mục, vị quá triệu sử quân | ” |

- Trịnh Quang Ứng

| “ | 国初海寇内犯, 而姚启圣, 施琅, 蓝理, 李之芳之将才出; 三藩同叛, 而岳乐, 穆占, 赵良栋, 梁化凤, 王进宝之将才出; 准噶内闯, 而超勇亲王策凌之将才出; 四部犂庭, 而兆惠, 明瑞之将才出; 金种捣穴, 而阿萨, 海兰察之将才出; 川楚征剿, 而额勒登保, 德楞泰, 杨遇春, 杨芳之将才出; 发, 捻等逆纵横扰乱, 而向, 张, 江, 塔, 罗, 李诸帅之将才出 . Quốc sơ hải khấu nội phạm, nhi Diêu Khải Thánh, Thi Lang, Lam Lý, Lý Chi Phương chi tướng tài xuất; tam phiên đồng bạn, nhi Nhạc Nhạc, Mục Chiêm, Triệu Lương Đống, Lương Hóa Phượng, Vương Tiến Bảo chi tướng tài xuất; chuẩn cát nội sấm, nhi Siêu Dũng Thân vương Sách Lăng chi tướng tài xuất; tứ bộ Lê Đình, nhi Triệu Huệ, Minh Thụy chi tướng tài xuất; kim chủng đảo huyệt, nhi A Tát, Hải Lan Sát chi tướng tài xuất; xuyên sở chinh tiễu, nhi Ngạch Lặc Đăng Bảo, Đức Lăng Thái, Dương Ngộ Xuân, Dương Phương chi tướng tài xuất; phát, niệp đẳng nghịch túng hoành nhiễu loạn, nhi Hướng, Trương, Giang, Tháp, La, Lý chư suất chi tướng tài xuất | ” |

## Gia quyến
- Phụ thân: Phó Văn, Nhất đẳng Thừa Ân công.
  - Anh: Khuê Lâm, Nhất đẳng Thừa Ân công, Thành Đô Tướng quân, Tham tán đại thần. Con gái là Đích Phúc tấn của Dĩ cách Khắc Cần Quận vương Hằng Cẩn.
  - Chị em gái:
    - Đích Phúc tấn của Dự Lương Thân vương Tu Linh.
    - Đích Phúc tấn của Thuận Thừa Cung Quận vương Thái Phỉ Anh A.
    - Đích Phu nhân của An vương phủ Phụ quốc công Kỳ Côn.
- Thê thiếp:
  - Đích thê: không rõ
  - Kế thê: Đông Giai thị (佟佳氏), xuất thân Mãn Châu Tương Lam kỳ, con gái Đô thống, Hình bộ Thượng thư Lam Bái (藍拜), chị họ là Kế phúc tấn của Di Thân vương Hoằng Hiểu.
- Con trai: không có con, nhận nuôi Huệ Luân, sau thăng Nhất đẳng Thành Gia Nghị Dũng công, Tương Lam kỳ Hộ quân Thống lĩnh.
  - Cháu nội: Bác Khải Đồ, Nhất đẳng Thành Gia Nghị Dũng công, Lĩnh thị vệ Nội đại thần, Thượng thư Lý Phiên viện.
    - Tằng tôn: Cảnh Thọ, Cố Luân Ngạch phò, Nhất đẳng Thành Gia Nghị Dũng công, Cố mệnh Bát đại thần.
    - Tằng tôn nữ:
      - Đích Phu nhân của Thận vương phủ Trấn quốc công Tái Cương.
      - Đích Phu nhân của Hòa vương phủ Mẫn Khác Bối tử Tái Dung.
      - Đích Phu nhân của Dự vương phủ Trấn quốc Tướng quân Nghĩa Bảo - con trai Dự Hậu Thân vương Dụ Toàn.
      - Kế Phu nhân của Túc vương phủ Trấn quốc Tướng quân Hằng Linh - cháu nội của Túc Cung Thân vương Vĩnh Tích, con trai thứ trưởng của Bất nhập Bát phân Phụ quốc công Kính Đôn.
      - Đích Phu nhân của Thành vương phủ Phụ quốc Tướng quân Dịch Lôi - cháu nội của Thành Triết Thân vương Vĩnh Tinh, con trai thứ hai của Trấn quốc Tướng quân Miên Tấn.
      - Đích Phu nhân của Duệ vương phủ Phụ quốc Tướng quân Sùng Thọ - cháu nội của Duệ Cung Thân vương Thuần Dĩnh, con trai thứ tư của Trấn quốc Tướng quân Hi Ân.

  - Cháu nội gái: Đích Phu nhân của Lý vương phủ Dĩ cách Phụ quốc công Dịch Hạo.